# Derma (Mississippi)
Derma è una città degli Stati Uniti d'America, situata nella contea di Calhoun, nello Stato del Mississippi.